# أكيرا هوري
أكيرا هوري (باليابانية: 堀晃)‏ (21 يونيو 1944 في تاتسونو، هيوغو - ) روائي، وكاتب خيال علمي من اليابان.